# Fabian von Ostau
Fabian von Ostau (* 3. Juli 1595; † 22. Januar 1645 in Königsberg) war preußischer Kanzler.

## Leben

### Herkunft und Familie
Fabian war Angehöriger des preußischen Adelsgeschlechts von Ostau. Seine Eltern waren der Erbherr auf Kleszowen Sigmund von Ostau (1551–1598) und Anna, geborene von Bonfart aus dem Hause Kremlack (1566–1592). Er vermählte sich 1619 in erster Ehe mit Benigna von Kalckstein aus dem Hause Partsch (1589–1638) und in zweiter Ehe 1640 mit Dorothea, geborene von Kalnein aus dem Hause Kilgis (1606–1643), verwitwete Christoph von Kunheim auf Lablacken († 1634). Aus erster Ehe ist wenigstens ein Sohn, der Tribunal-Vizepräsident Hans Sigmund von Ostau (1625–1673) hervorgegangen.

### Werdegang
Ostau war 1628 Hofgerichtsrat und seit 1637 Hofrichter Am 1. Juni 1641 wurde er Oberrat und am 13. Oktober 1641 Kanzler des Herzogtums Preußen. Am 1. Juni 1641 avancierte er zum Wirklichen Geheimen Etatsrat.
Er soll auch Dichter gewesen sein.